# جانيت أدير
جانيت أدير (بالإنجليزية: Janet Adair)‏ هي ممثلة أمريكية، ولدت في 7 يناير 1901 في سانت لويس في الولايات المتحدة، وتوفيت في 1 أكتوبر 2005 في ساراسوتا في الولايات المتحدة.

## وصلات خارجية
- جانيت أدير على موقع IMDb (الإنجليزية)
- جانيت أدير على موقع قاعدة بيانات برودواي على الإنترنت (الإنجليزية)
- جانيت أدير على موقع قاعدة بيانات الفيلم (الإنجليزية)